# 3ª edizione della Senko Cup (competizione internazionale)
La 3ª edizione della Senko Cup World Go Women's Championship è un torneo professionistico internazionale di go riservato alle professioniste, che si è disputato dal 22 al 24 marzo 2021.

## Svolgimento
Il torneo è disputato da 5 professioniste giapponesi, una cinese, una taiwanese e una coreana.
|  | Quarti di finale | Quarti di finale | Quarti di finale |              |               | Semifinali    | Semifinali | Semifinali |  |  | Finale | Finale | Finale |  |
|  |                  |                  |                  |              |               |               |            |            |  |  |        |        |        |  |
|  | Fujisawa Rina 4d |                  |                  |              |               |               |            |            |  |  |        |        |        |  |
|  |                  |                  |                  |              |               |               |            |            |  |  |        |        |        |  |
|  | Yu Zhiying 6d    | Yu Zhiying 6d    | B+2,5            |              |               |               |            |            |  |  |        |        |        |  |
|  | Yu Zhiying 6d    | Yu Zhiying 6d    | B+2,5            |              | Yu Zhiying 6d | Yu Zhiying 6d | N+R        |            |  |  |        |        |        |  |
|  |                  |                  |                  |              | Yu Zhiying 6d | Yu Zhiying 6d | N+R        |            |  |  |        |        |        |  |
|  |                  |                  | Mukai Chiaki 6d  |              |               |               |            |            |  |  |        |        |        |  |
|  | Mukai Chiaki 6d  | Mukai Chiaki 6d  | N+R              |              |               |               |            |            |  |  |        |        |        |  |
|  | Mukai Chiaki 6d  | Mukai Chiaki 6d  | N+R              |              |               |               |            |            |  |  |        |        |        |  |
|  | Yu Lijun 3d      |                  |                  |              |               |               |            |            |  |  |        |        |        |  |
|  |                  | Yu Zhiying 6d    | Yu Zhiying 6d    | N+R          |               |               |            |            |  |  |        |        |        |  |
|  |                  |                  |                  |              |               |               |            |            |  |  |        |        |        |  |
|  |                  |                  | Choi Jung 9d     |              |               |               |            |            |  |  |        |        |        |  |
|  | Ueno Asami 4d    | Ueno Asami 4d    | N+R              |              |               |               |            |            |  |  |        |        |        |  |
|  | Ueno Asami 4d    | Ueno Asami 4d    | N+R              |              |               |               |            |            |  |  |        |        |        |  |
|  | Kuwabara Yoko 6d |                  |                  |              |               |               |            |            |  |  |        |        |        |  |
|  |                  | Ueno Asami 4d    |                  |              |               |               |            |            |  |  |        |        |        |  |
|  |                  |                  |                  |              |               |               |            |            |  |  |        |        |        |  |
|  |                  |                  | Choi Jung 9d     | Choi Jung 9d | N+1,5         |               |            |            |  |  |        |        |        |  |
|  | Xie Yimin 6d     |                  | Choi Jung 9d     | Choi Jung 9d | N+1,5         |               |            |            |  |  |        |        |        |  |
|  |                  |                  |                  |              |               |               |            |            |  |  |        |        |        |  |
|  | Choi Jung 9d     | Choi Jung 9d     | B+2,5            |              |               |               |            |            |  |  |        |        |        |  |

La finale tra Yu Zhiying 6d e Choi Jung 9d è stata la stessa dell'edizione precedente; anche questa volta ha vinto Yu Zhiying, che ha così conquistato il titolo per la terza volta in tre edizioni.
La finale per il terzo posto è stata vinta da Ueno Asami 4d su Mukai Chiaki 6d.